# Stazione di Higashi-Shinjuku
La Stazione di Higashi-Shinjuku (東新宿駅?, Higashi-Shinjuku-eki) è una stazione della metropolitana di Tokyo, si trova nel quartiere di Shinjuku. La stazione è servita sia dalle linee della Tokyo Metro che da quelle della Toei.

## Stazione Tokyo Metro
La stazione della linea Fukutoshin è costituita da 4 binari divisi su due livelli. Per ciascun livello è presente una banchina a isola centrale con un binario per la fermata e uno per i treni passanti che effettuano così il sorpasso del treno locale.
| 1 | Linea Fukutoshin | per Shinjuku-sanchōme, Meiji-Jingūmae, Shibuya, Yokohama e Motomachi-Chūkagai |
| 2 | Linea Fukutoshin | per Ikebukuro, Kotake-Mukaihara, Wakōshi, Shinrinkōen e Hannō                 |

## Stazione Toei
La stazione è costituita da una banchina centrale a isola con due binari sotterranei.
| 1 | Linea Ōedo | per Shinjuku-Nishiguchi e Tochōmae                         |
| 2 | Linea Ōedo | per Iidabashi, Ueno-Okachimachi, Monzen-Nakachō e Roppongi |

## Stazioni adiacenti
| «                   | Servizio         | »                 |
| Linea Fukutoshin    | Linea Fukutoshin | Linea Fukutoshin  |
| ------------------- | ---------------- | ----------------- |
| Nishi-Waseda        | -                | Shinjuku-sanchōme |
| Linea Ōedo          |                  |                   |
| Shinjuku-Nishiguchi | -                | Wakamatsu-Kawada  |